# Alison Bechdel
Alison Bechdel (/ˈbɛkdəl/) est une autrice de bande dessinée américaine, née le 10 septembre 1960 à Lock Haven, en Pennsylvanie. Son travail a été récompensé par plusieurs prix. Elle est une autrice importante de la bande dessinée lesbienne et LGBT.
Elle est notamment à l'initiative en 1985 du test de Bechdel, qui permet d'évaluer la présence féminine dans un film et peut être considéré comme un indicateur de sexisme, dans la mesure où il montre l'absence ou l'aspect restrictif des rôles féminins au cinéma, qui sont soit inexistants, soit utilisés comme faire-valoir du héros masculin.

## Biographie
Alison Bechdel est née en 1960 à Lock Haven, en Pennsylvanie. Elle est la fille de Helen Augusta (née Fontana ; 1933-2013)  et de Bruce Allen Bechdel (1936-1980). Sa famille est de religion catholique romaine. Son père est un vétéran de l'armée qui a été notamment en garnison en Allemagne de l'Ouest. Il est ensuite devenu professeur d'anglais dans un lycée, travaillant à temps plein et exploitant aussi un salon funéraire à temps partiel. Sa mère est actrice et enseignante. Ses deux parents contribuent à sa carrière de dessinatrice.
Petite fille, Alison Bechdel ne dessine que des hommes, gênée par l’image stéréotypée des femmes dans la littérature de jeunesse. Après la mort de son père en 1980, sa mère vend la maison familiale, à Beech Creek, la petite ville où elle a grandi, et déménage à Bellefonte. C’est en première année d’université qu’elle se découvre homosexuelle. Elle fuit la Pennsylvanie pour vivre sa sexualité à New York.
Elle dessine des histoires d'amour entre femmes dans son courrier privé à des amies, qui l’encouragent à envoyer ses planches à Womanews. Cette revue féministe de New York commence à publier la série Dykes to Watch Out For (« Les Lesbiennes à suivre ») en 1983. À partir de 1990, grâce au succès de la série, Alison Bechdel peut vivre de son travail de dessinatrice. Elle vit depuis dans le Vermont.

## Succès éditorial

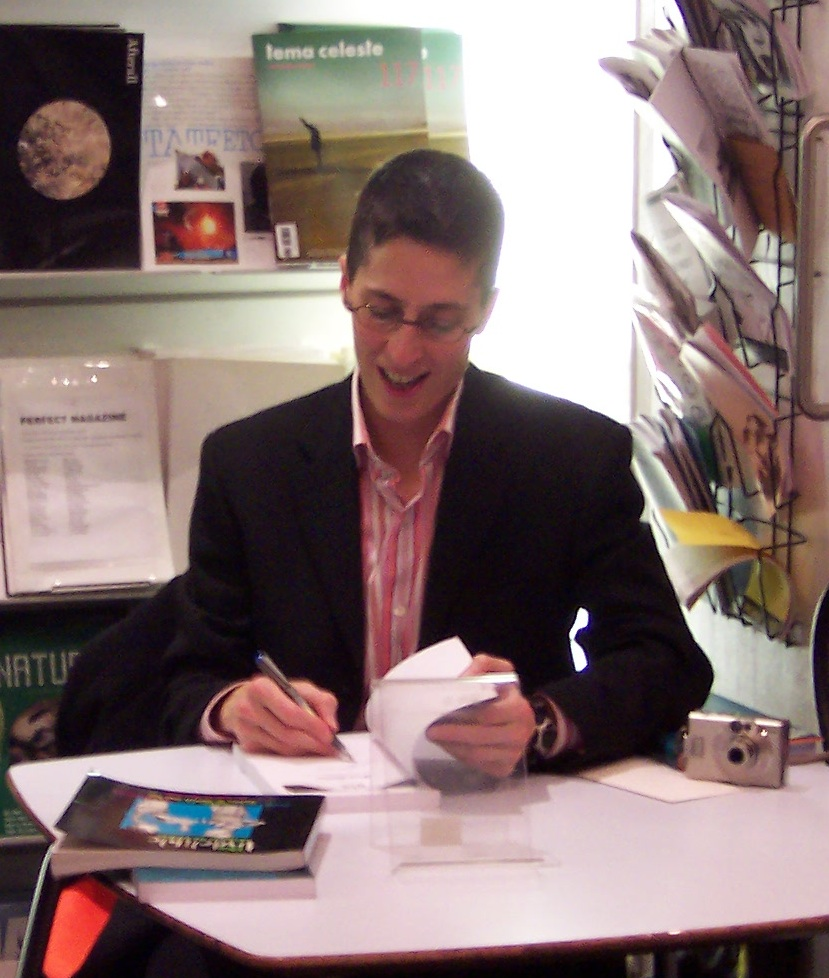
Alison Bechdel à Londres.

Elle reconnaît l'influence de la revue Mad et d’auteurs tels que Norman Rockwell, Jane Austen, Robert Crumb, Howard Cruse, entre autres. Elle a aussi publié des dessins dans The Washington Blade, Real Girl, Bay Times (San Francisco), Gay Comix, The Village Voice, Off Our Backs.
En juillet 2006, Libération publie, dans son cahier estival, son ouvrage autobiographique Fun Home. Fun Home obtient un succès public (aux États-Unis, c'est un best-seller), qui dépasse largement les attentes de son autrice. Celle-ci pensait en effet ne toucher que son lectorat habituel : or, en décembre 2006, l'ouvrage arrive en première place de la liste des dix meilleurs livres de l'année de Time magazine. En janvier 2007, Fun Home est officiellement sélectionné au Festival international de la bande dessinée d'Angoulême.
En mai 2012, Alison Bechdel publie Are You My Mother ?, chez Houghton Mifflin. Ce roman graphique, pendant de Fun Home, où elle examine cette fois la figure de sa mère, paraît en 2013 en France dans la collection Denoël Graphic, sous le titre C'est toi ma maman ?,.
En septembre 2014, elle reçoit de la Fondation MacArthur, connu sous le nom de Genius grant (« bourse du Génie ») parmi vingt-et-un autres lauréats. Cette bourse d'un montant de 625 000 $ (485 000 €) finance pendant cinq ans le travail d'une personne à la créativité exceptionnelle,. En 2020, elle est élue au temple de la renommée Will Eisner, principal temple de la renommée des comics.
Après Fun Home et Are You My Mother ?, elle publie le dernier volet BD d'une trilogie autobiographique, The Secret to Superhuman Strength (publié en français en 2022 sous le titre Le Secret de la force surhumaine). Fait sans précédent, cet album a été retenu pour la première sélection du Prix Médicis étranger 2022, dans la catégorie « Roman étranger ».

## Le test de Bechdel
Dans l'épisode The Rule de la série Dykes to Watch Out for, elle crée en 1985 ce qu'on appelle depuis le test de Bechdel, qui permet d'évaluer la présence féminine dans un film grâce à trois questions simples :
1. Y a-t-il au moins deux personnages féminins portant des noms ?
2. Ces deux femmes se parlent-elles mutuellement ?
3. Leur conversation porte-t-elle sur un sujet autre qu'un personnage masculin ?

Ce test peut être considéré comme un indicateur de sexisme, dans la mesure où il montre l'absence ou l'aspect restrictif des rôles féminins au cinéma, qui sont soit inexistants, soit utilisés comme faire-valoir du héros masculin. Plus largement, il permet d'avoir un regard critique pour analyser les images que voient les spectateurs. L'immense majorité des « blockbusters » échoue à ce test,.

## Liste des publications
- Dykes to Watch Out for, Ithaca, Firebrand Books, 1986.
  - traduction : Lesbiennes à suivre, Prune Janvier, 1994.
- More Dykes to Watch Out for, Ithaca, Firebrand Books, 1988.
- New Improved! : Dykes to Watch Out for, Ithaca, Firebrand Books,1990.
- Dykes to Watch Out for : The Sequel : Added Attraction! 'Serial Monogamy' : A Documentary, Ithaca, Firebrand Books, 1992.
- Spawn of Dykes to Watch Out for, Ithaca, Firebrand Books, 1993.
  - traduction : Le Môme des lesbiennes à suivre, Paris, Cyprine, 1998.
- Unnatural Dykes to Watch Out for, Ithaca, Firebrand Books, 1995.
- Hot, Throbbing Dykes to Watch Out for, Ithaca, Firebrand Books, 1997.
- Split-Level Dykes to Watch Out for, Ithaca, Firebrand Books, 1998.
- The Indelible Alison Bechdel : Confessions, Comix, and Miscellaneous Dykes to Watch for, Ithaca, Firebrand Books, 1998.
- Post-Dykes to Watch Out For, Ithaca, Firebrand Books, 2000.
- Dykes and Sundry Other Carbon-Based Life-Forms to Watch Out For, Alyson Publications, 2003.
- Invasion of the Dykes to Watch Out For, Alyson Publications, 2005.
- Fun Home, Houghton Mifflin, 2006.
  - traduction : Fun Home, Denoël Graphic, Paris, 2006, 2013.
- The Essential Dykes to Watch Out For Houghton Mifflin, 2008 (collection de la grande majorité des planches depuis l'introduction des personnages principaux, ainsi que toutes les nouvelles planches depuis la parution d’Invasion).
  - traduction : L'Essentiel des Gouines à Suivre, Même Pas Mal, 2016 (sélection officielle du 44e Festival d'Angoulême).
- Are You My Mother? A Comic Drama, Houghton Mifflin Harcourt, 2012
  - traduction : C’est toi ma maman? (en), Denoël Graphic, Paris, 2013
- The Secret to Superhuman Strength (2021)  (ISBN 9780544387652)
  - traduction : Le Secret de la force surhumaine, Denoël Graphic, Paris, 2022
- Spent: A Comic Novel, HarperCollins, 2025  (ISBN 9780063278929)

## Prix et distinctions
- Prix Lambda Literary :
  - 1990 dans la catégorie Humor pour New, Improved Dykes to Watch Out For
  - 1992 dans la catégorie Humor pour Dykes to Watch Out For: The Sequel
  - 1993 dans la catégorie Humor pour Spawn of Dykes to Watch Out For
  - 1998 dans la catégorie Lesbian Biography/Autobiography pour The Indelible Alison Bechdel; Confessions, Comix, and Miscellaneous Dykes to Watch Out For (Firebrand)
  - 2003 dans la catégorie Humor pour Dykes and Sundry Other Carbon-Based Life-Forms to Watch Out For
  - 2006 dans la catégorie Lesbian Memoir/Biography pour Fun Home
- 2007 :
  - Prix Eisner du meilleur travail inspiré de la réalité pour Fun Home
  - Médaille Alice B
- 2010 :
  - Temple de la renommée des autrices de bande dessinée
  -  Prix Urhunden du meilleur album étranger pour Fun Home
- 2020 : Temple de la renommée Will Eisner